# Набережная Намея
Набережная На́мея (латыш. Nameja krastmala) — улица в Курземском районе города Риги, в историческом районе Дзирциемс. Проходит по левому берегу протоки Зундс, от Ранькя дамбис до улицы Маза Уденс (по противоположному берегу проходит набережная Зунда). Общая длина набережной составляет 980 метров.
Название набережной присвоено в 2010 году — в честь правителя земгалов XIII века Намейсиса. Его имя с 1936 по 1950 год носила нынешняя Ранькя дамбис, ответвлением которой стала набережная Намея.

## Транспорт
Набережная запроектирована в бывшей промышленной зоне, ныне реконструируемой в зону жилой застройки. Проезжая часть проложена только на участке от начала набережной до кругового перекрёстка с улицей Дурбес (длина участка 472 метра), в ходе реконструкции транспортного узла улиц Кришьяня Валдемара и Даугавгривас, завершившейся в 2013 году. Здесь набережная асфальтирована, средняя ширина проезжей части 10 метров. Разрешено движение в обоих направлениях. Имеются тротуары, велодорожка. Общественный транспорт не курсирует, однако с расчётом на перспективу сделан остановочный «карман» и установлен навес будущей остановки.
Планируется построить новый мост для пешеходов и велосипедистов от набережной Намея (район улицы Дурбес) до Кипсалы.
Дальнейшая часть набережной не благоустроена и представляет собой неширокую грунтовую дорогу. У поворота на ул. Маза Уденс в советское время построен пешеходный мост через Зундс, ведущий к набережной Зунда на Кипсале (с 2019 года мост признан аварийным и закрыт).
По набережной Намея проходит 23-й участок пешеходного туристического маршрута «Тропа Балтийского моря».

## Застройка и благоустройство
По состоянию на ноябрь 2022 года, застройка набережной отсутствует; также не существует ни одного адресного объекта, относящегося к ней. Однако формирование набережной только начинается.
У поворота на ул. Дурбес планируется возведение комплекса 6-этажных жилых домов.
Осенью 2022 года на основании результатов народного голосования был утверждён к реализации совместный проект жителей Дзирциемса и Ильгюциемса «Зундс и набережная Намея», который получил финансирование из городского бюджета в размере 70 тысяч евро. Проект предусматривает благоустройство набережной Намея вдоль берега канала, в первую очередь на участке между улицами Уденс и Маза Уденс, а в последующем, возможно, и на всём протяжении левого берега Зунда. Как ожидается, воплощение этого проекта даст толчок развитию берегов Зунда как рекреационной зоны, а благоустроенная набережная Намея станет безопасной альтернативой перегруженной улице Даугавгривас для пешеходов и велосипедистов, передвигающихся из центра города в Иманту и северную часть Пардаугавы.

## Прилегающие улицы
Набережная Намея пересекается со следующими улицами:
- Ранькя дамбис
- улица Дурбес
- улица Уденс
- улица Маза Уденс